# فرانچسکو اسکاردینا
فرانچسکو اسکاردینا (انگلیسی: Francesco Scardina؛ زادهٔ ۱۱ دسامبر ۱۹۸۱) بازیکن فوتبال اهل ایتالیا است.
از باشگاه‌هایی که در آن بازی کرده‌است می‌توان به باشگاه فوتبال آسکولی، باشگاه فوتبال یوونتوس، باشگاه فوتبال کیه‌وو ورونا، باشگاه فوتبال اوئسکا، باشگاه فوتبال چیتادلا، باشگاه فوتبال پائوک، باشگاه فوتبال کروتونه، باشگاه فوتبال چزنا، و باشگاه فوتبال ویچنزا اشاره کرد.
وی همچنین در تیم ملی فوتبال زیر ۱۸ سال ایتالیا بازی کرده‌است.